# Ethapur
Ethapur là một thị xã panchayat của quận Salem thuộc bang Tamil Nadu, Ấn Độ.

## Nhân khẩu
Theo điều tra dân số năm 2001 của Ấn Độ, Ethapur có dân số 10.054 người. Phái nam chiếm 50% tổng số dân và phái nữ chiếm 50%. Ethapur có tỷ lệ 67% biết đọc biết viết, cao hơn tỷ lệ trung bình toàn quốc là 59,5%: tỷ lệ cho phái nam là 75%, và tỷ lệ cho phái nữ là 59%. Tại Ethapur, 11% dân số nhỏ hơn 6 tuổi.